# İzzet Canlıka
İzzet Canlıka (* 3. Juni 1994 in Siverek) ist ein türkischer Fußballspieler.

## Karriere
Begünstigt durch den Umstand das sein älterer Bruder für Şanlıurfaspor spielte, wurde auch İzzet in die Nachwuchsabteilung dieses Vereins aufgenommen. Im Frühjahr 2013 erhielt er hier einen Profivertrag, spielte aber weiterhin fast ausschließlich für die Reservemannschaft. Mit der Rückrunde der Saison 2013/14 wurde er vom neuen Cheftrainer Reha Kapsal in den Kader der 1. Mannschaft aufgenommen. Sein Profidebüt gab er am 26. Januar 2014 in der Pokalbegegnung gegen Kahramanmaraşspor. Im Sommer 2014 wurde er für die Dauer einer Spielzeit an den Viertligisten Kırıkhanspor.
Nachdem er im Sommer 2015 an den Drittligisten Hatayspor abgegeben wurde, kehrte er eine Saison später zu Şanlıurfaspor zurück. Für die Rückrunde der Saison 2016/17 wurde er an den Viertligisten Dersimspor ausgeliehen.

## Trivia
- Er ist der jüngere Bruder des Fußballspielers Adlan Canlıka.